# Charles Howard (3e comte de Carlisle)
Pour les articles homonymes, voir Charles Howard et Howard.
Charles Howard (1669 - 1er mai 1738, Bath), 3e comte de Carlisle, est un homme d'État britannique.

## Biographie
Fils d'Edward Howard, 2e comte de Carlisle, il est membre de la Chambre des communes de 1689 à 1692, puis de la Chambre des lords de 1692 à 1738, gouverneur de Carlisle de 1693 à 1728 et Lord-Lieutenant de Cumberland et de Westmorland de 1694 à 1714.
Guillaume III le fait Gentleman of the Bedchamber (en) de 1700 à 1702, Premier Lord du Trésor de 1701 à 1702 et conseiller privé en 1701.
Nommé pour la seconde fois Premier Lord du Trésor en 1715, par le roi Georges Ier, il est Connétable de la Tour de Londres de 1715 à 1722.
Il épouse la fille d'Arthur Capel (1er comte d'Essex).

## Source de la traduction
- (en) Cet article est partiellement ou en totalité issu de l’article de Wikipédia en anglais intitulé « Charles Howard, 3rd Earl of Carlisle » (voir la liste des auteurs).